# Gare de Tynset
La gare de Tynset est une station de chemin de fer de la ligne de Røros située dans le comté de Hedmark. Elle a été mise en service en 1877.
La gare est dans le style suisse et a été conçue par l'architecte Peter Andreas Blix.